# Ivan Slavkov
Pour les articles homonymes, voir Slavkov.
Ivan Slavkov, né le 11 mai 1940 à Sofia en Bulgarie et mort le 1er mai 2011 à Sofia, est membre du Comité international olympique de 1987 à 2005 où il représente la Bulgarie (sous la présidence de Juan Antonio Samaranch).
Il a été privé provisoirement de l’ensemble des droits, prérogatives et fonctions attachés à sa qualité de membre du CIO (le 7 août 2004) après la diffusion d'un reportage de la BBC où il déclarait que les votes des élections des villes olympiques pouvaient être achetés. 
Marié, père de deux enfants, il étudia à l'Institut supérieur de génie électromécanique à Sofia.

## Fonctions
- Rédacteur en chef du magazine Bulgarsko Photo
- Directeur général de la télévision bulgare de 1971 à 1981
- Vice-ministre de la culture de 1976 à 1981 (pendant le régime communiste)
- Président du Club national des jeunes intellectuels de 1974 1982
- Président de la chaîne câblée « Tivia » de 1995 à 1999
- Professeur des sciences du sport à l'Université d'État de Kiev, Ukraine en 1999
- Docteur à l'Académie nationale des sports de Sofia en 2000
- Membre de l'équipe nationale de water-polo de 1959 à 1964
- Président du Comité national olympique en 1982
- Président de la section football du club sportif Levski Spartak de 1971 à 1981
- Membre de la commission exécutive de l'ACNOE en 1985
- Représentant de l'ACNOE au sein de l'ACNO en 1986
- Vice-président de l'ACNOE de 1988 à 1996
- Président de l'Union bulgare de football depuis 1995
- Président de la commission technique de l'ACNO depuis 1986
- Président de l'Association des CNO des Balkans de 1995 à 1997
- Membre du conseil consultatif de la Fédération mondiale de taekwondo depuis 2001
- Membre du comité permanent de la FIFA pour le tournoi olympique de football à Athènes en 2004 de 2002 à 2004
- Membre du panel de l'UEFA sur la commercialisation, la télévision et les nouvelles technologies depuis 2002